# Karin Resetarits
Karin Resetarits (ur. 15 grudnia 1961 w Wiedniu) – austriacka dziennikarka i polityk, od 2004 do 2009 deputowana do Parlamentu Europejskiego.

## Życiorys
Kształciła się w szkole średniej Huntington High School w stanie Nowy Jork. W 1980 zdała egzamin maturalny. Karierę zawodową rozpoczynała w ramach Österreichischer Rundfunk, austriackiego publicznego nadawcy radiowo-telewizyjnego. Od 2003 do 2004 współpracowała z KroneHitRadio. Później zajęła się biznesem jako wspólnik w spółce prawa handlowego działającej w branży gastronomicznej.
W wyborach w 2004 z ramienia Listy Hansa Petera Martina uzyskała mandat posłanki do Parlamentu Europejskiego. Początkowo niezrzeszona, w 2005 przystąpiła do grupy Porozumienia Liberałów i Demokratów na rzecz Europy. Pracowała m.in. w Komisji Praw Kobiet i Równouprawnienia oraz w Komisji Kultury i Edukacji.
W 2005 po konflikcie z Hansem-Peterem Martinem opuściła dotychczasowe ugrupowanie, wstępując do Forum Liberalnego.